# Jessica Lancaster
Pour les articles homonymes, voir Jessica et Lancaster.
Jessica Lancaster est une actrice, scénariste et productrice américaine.

## Filmographie

### Actrice
- 2002 : The Girl with the Sunglasses (court métrage) : Kate
- 2002 : Law & Order: Special Victims Unit (série télévisée)
- 2002 : The Ghost of F. Scott Fitzgerald (court métrage)
- 2004 : Finding Kate (court métrage) : Victoria
- 2004 : Dr. Moreau's House of Pain : Judith
- 2005 : Black and Blue : Katherine
- 2006 : Petrified : Helen Noel
- 2006 : Medium (série télévisée)
- 2007 : A New Tomorrow : Suzy
- 2008 : The Liberation of Teddy Wendin (court métrage) : Victoria Wendin
- 2009 : No Kids. No Cry: A Baby Mama Drama (court métrage)
- 2010 : The Forgotten (série télévisée) : Lisa Price
- 2012 : CSI: Crime Scene Investigation (série télévisée) : l'infirmière
- 2013 : Homebound : Julia
- 2013 : Choosing Signs : Jennifer
- 2014 : Come Together (court métrage) : Becca
- 2014 : Sleeping with the Dead (court métrage) : Willow
- 2014 : Hollywood Positive + (téléfilm) : Karen Hernandez
- 2016 : Knives (court métrage) : Kelsey
- 2016 : Knives : Kelsey
- 2017 : The Holy Fail : Nicole

### Productrice
- 2013 : Choosing Signs
- 2014 : Sleeping with the Dead (court métrage)
- 2017 : The Holy Fail

### Scénariste
- 2014 : Sleeping with the Dead (court métrage)